# José de Barros Accioli Pimentel
José de Barros Accioli Pimentel (Mangabeira, 1806 — Maceió, 19 de abril de 1879) foi um médico e jornalista brasileiro que se notabilizou no combate ao cholera morbus na sua província natal.

## Nascimento e filiação
Nasceu José de Barros Accioli Pimentel em 1806 ou pouco antes em Mangabeira, localidade entre Pilar e Atalaia, filho de Inácio Achioli de Vasconcelos, residente num dos engenhos Subaúma (em Pilar), e de sua segunda mulher D. Rosa Luzia do Bonfim de Holanda Cavalcanti.

## Educação e carreira pública
Em 1839 matriculou-se na Faculdade de Medicina da Bahia, de onde se transferiu, em 1843, para a Faculdade de Medicina do Rio. Defendeu tese de doutorado ("tese inaugural") ao fim do curso médico em 16 de dezembro de 1844, na presença do imperador Pedro II. Voltou então para a província natal, onde o aguardavam a mulher, D. Ana Carlota de Albuquerque Melo, e filhos.
Clinicou, exercendo a medicina em Maceió e na Vila das Alagoas. Em 1851 aparece como redator do jornal alagoano O Tempo, sucedido pelo Jornal de Maceió, ambos ligados ao Partido Liberal ou partido luzia. Foi membro da comissão central do Hospital da Caridade, em Maceió, e em 1862 esteve envolvido no combate à cólera na região. Ainda em 1878 é convocado pelo governo do estado para ajudar no combate à varíola que então grassava em Alagoas.

## Vida privada
Casou-se em 1836 com D. Ana Carlota de Albuquerque Melo. Tiveram nove filhos, nascidos entre 1839 e 1854. Deles foram filhos Francisco de Barros e Accioli de Vasconcelos, militar e político, e Inácio de Barros e Accioli de Vasconcelos, poeta e teatrólogo; e neto, entre outros, a José Cavalcanti de Barros Accioli, historiador e professor catedrático do Colégio Pedro II.